# Offentlig konst i Skellefteå kommun
Offentlig konst i Skellefteå kommun avser olika typer av skulpturer, tavlor och dylikt som finns eller funnits på platser som är öppna för allmänheten i Skellefteå kommun efter dess bildande 1971.
Sedan 1962 har kommunen avsatt en procent av "byggnationskostnaderna, nybyggnationer och ombyggnationer" till "konsten i planeringen och byggandet av offentliga miljöer". Ansvaret för den offentliga konsten ligger på Skellefteå konsthall.
Förutom de konstverk som köpts in av Skellefteå kommun omfattar de offentliga konstverken även Meijersamlingen, omkring 200 verk som skänkts av Sture Meijer samt annan offentlig konst som ägs av privatpersoner, föreningar och företag.

## Konstverk

### 1800-talet

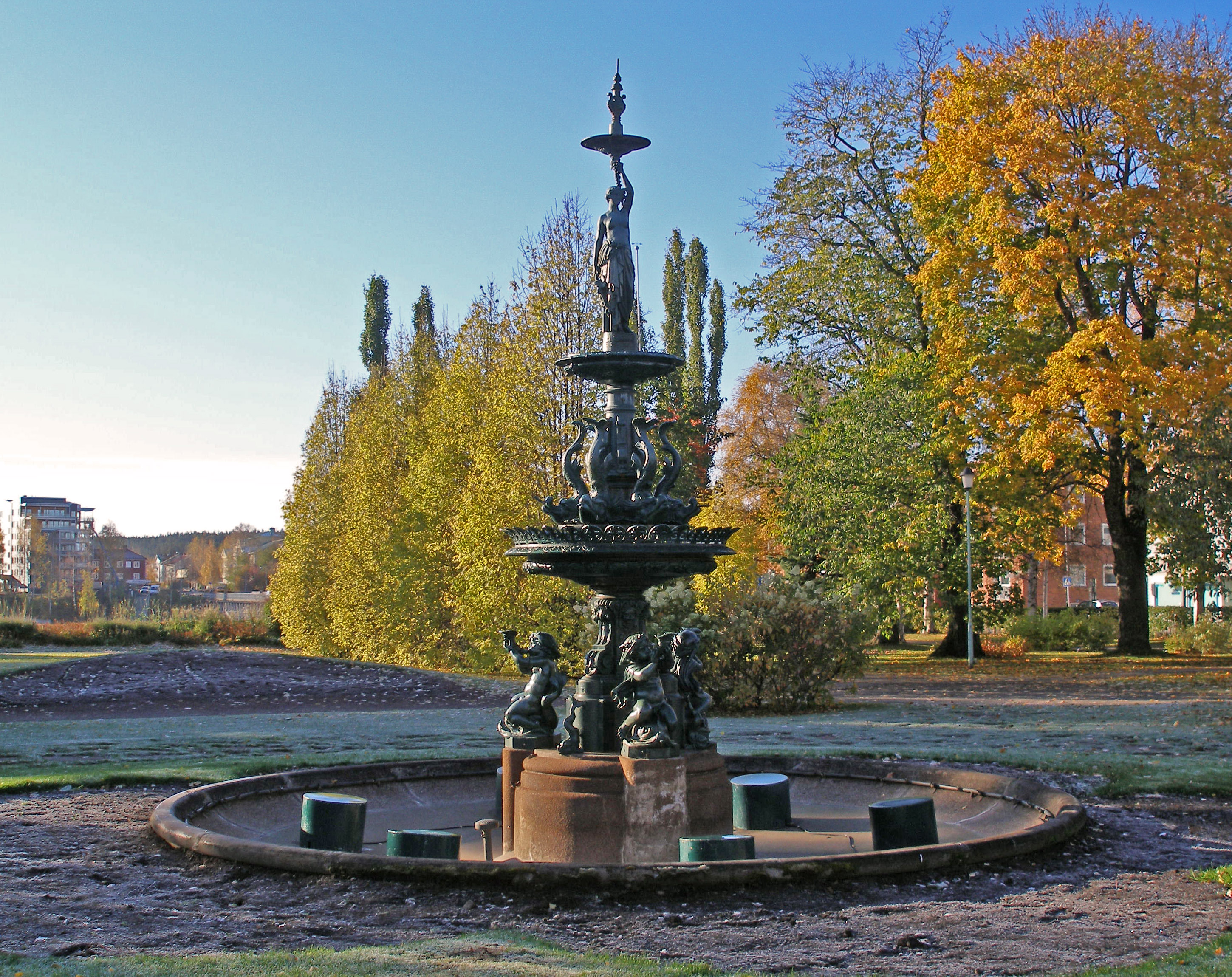
Johanna i Parken (2008)

Johanna i parken är en fontän gjord 1898 för Zethraei park som minne av Skellefteå stads första vattenledningar 1895. Det var Skellefteå stads första skulptur.
Fontänen renoverades i samband med att stadsparken gjordes om 2014. Konstnär var V. Shausgaard.

### 1950-talet

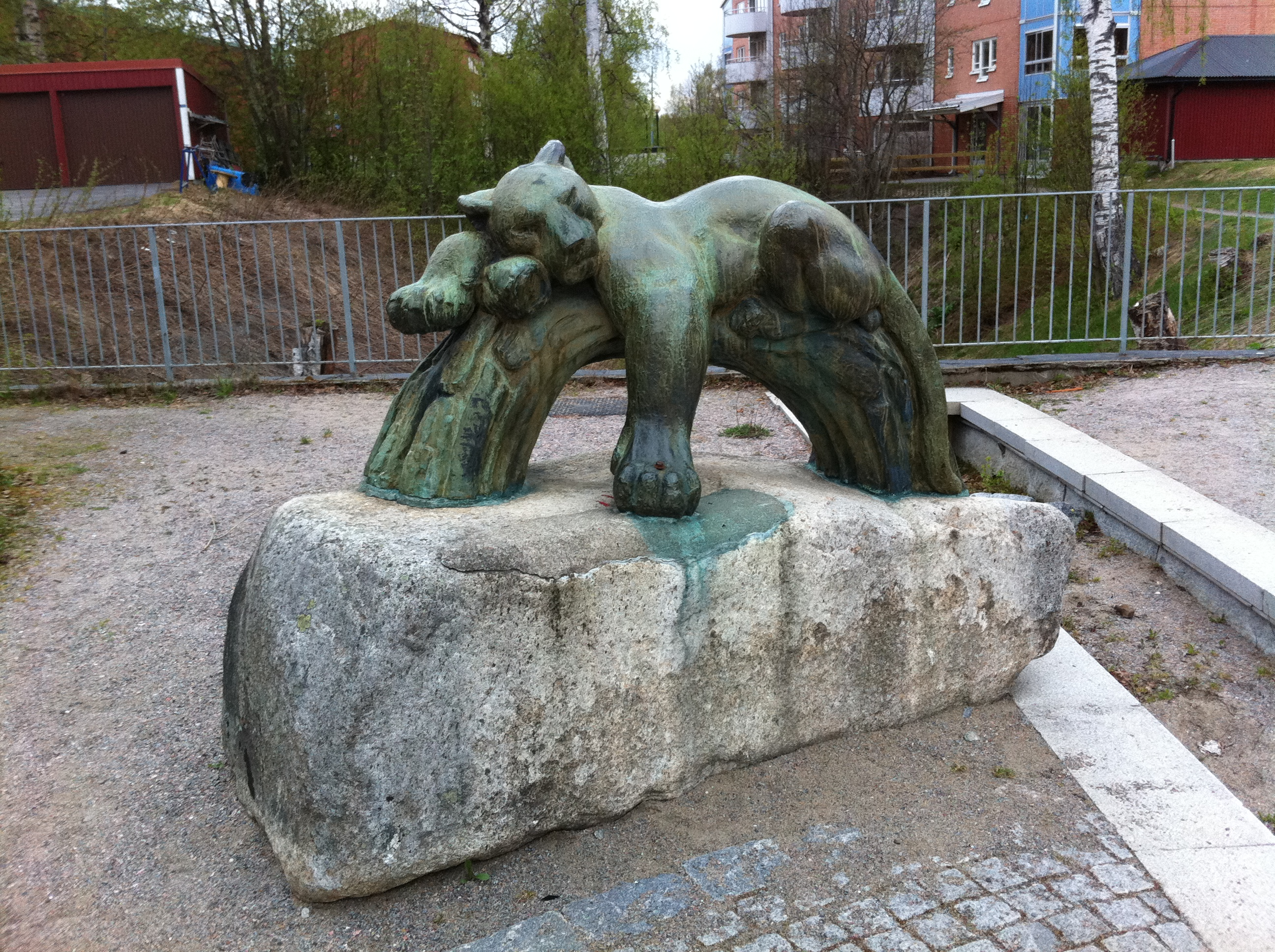
Panter på trädstam, av Einar Lutherkort (1952). Placering: Nygatan 62, Skellefteå.

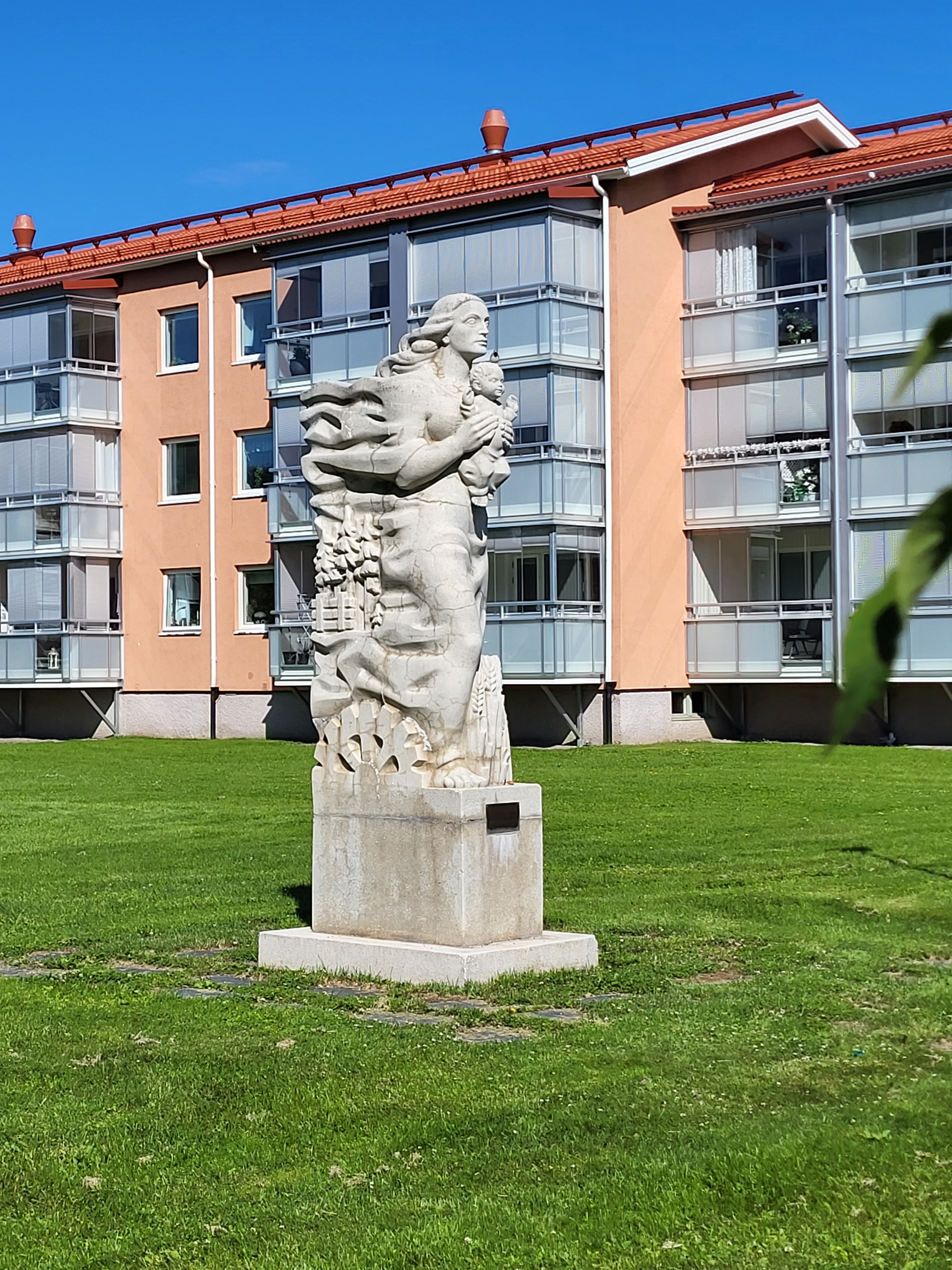
Skulpturen Västerbottenskvinna av Ferdinand Weltz (2023).

HSB köpte in friskulpturen Björnhona med ungar i kvarteret Läkaren 1952. Den gjordes av den österrikiska skulptören Ferdinand Weltz. Weltz har även gjort skulpturen  Vilande kvinna (Odenkvinnan) (1956) och skulpturen Västerbottenskvinna som ägs av Riksbyggen och invigdes 1956.

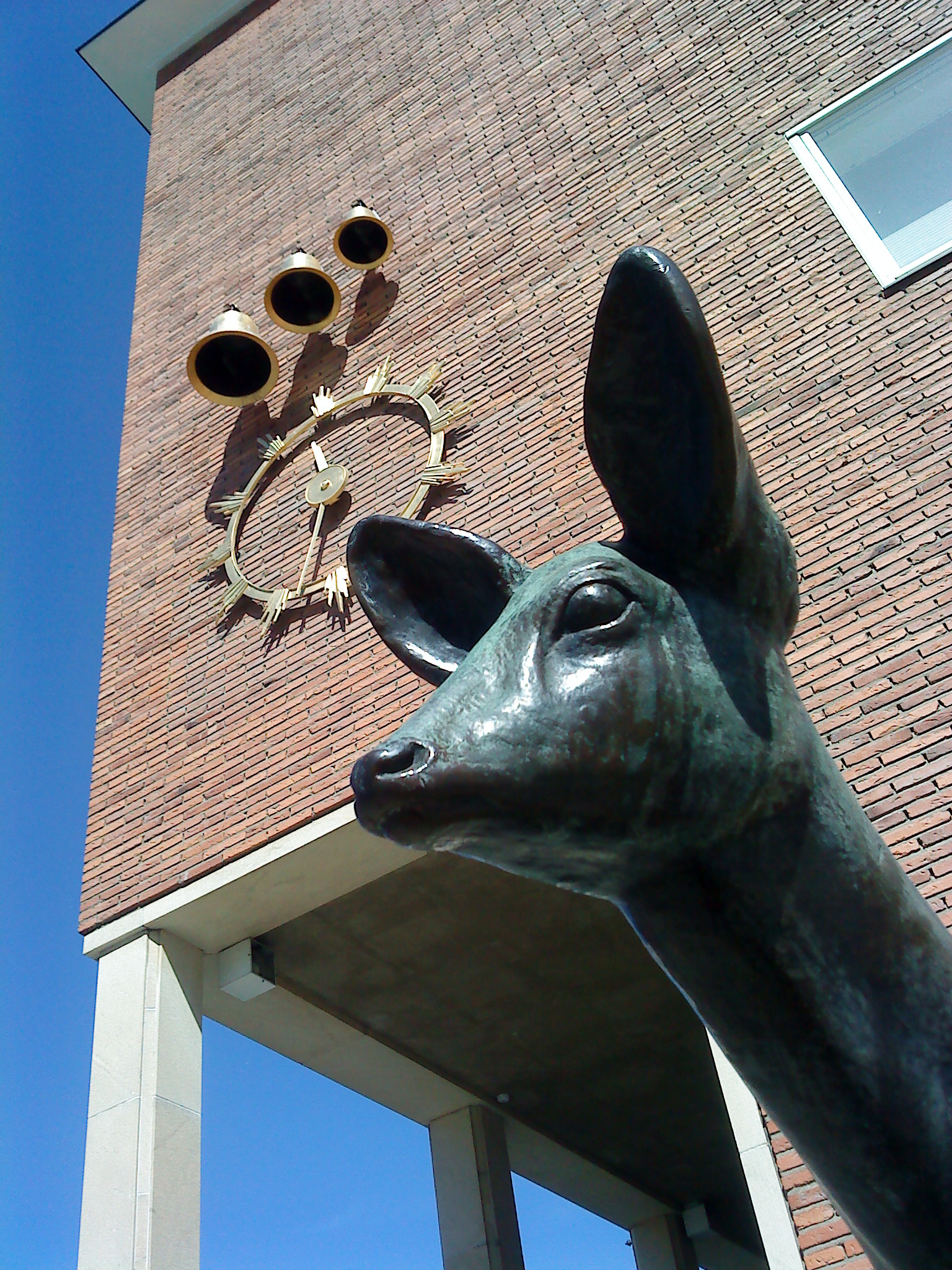
"Hjortdjur" (1956) av Arvid Knöppel, framför Stadshuset Hjorten (1955) av Ivar och Anders Tengbom (2011).

År 1956 köptes Rådjuret av Arvid Knöppel för 13 000 kr. Den ställdes utanför det dåvarande stadshuset där den ännu står. Stadshuset är dock flyttat.

### 1960-talet
År 1961 invigdes Bo Holmlunds Myran som placerades utanför dåvarande Mullbergsskolan. Skulpturen flyttades till en närliggande rondell 2010. Andra offentliga konstverk som gjordes under 1960-talet och fortsatte vara offentlig konst efter det att kommunen bildades var:
- Adam och Eva (1965) Allan Lindqvist
- Småfisk (1968) Hannes Wagnstedt
- Thalatta (1968) Hannes Wagnstedt

### 1970-talet
År 1974 togs skulpturen Ljusturbin av konstnären Olle Adrin i bruk. Den stod utanför Skellefteå Kraft fram till 2004 och beskrivs som ett "landsmärke [...] med ljus, färger och datateknik drog den blickarna åt sig". Samma år gjordes även konstverket Lycklig resa av Torfrid Olsson, en friskulptur av corténjärn och mässing som finns utanför Byske skola.

### 1980-talet

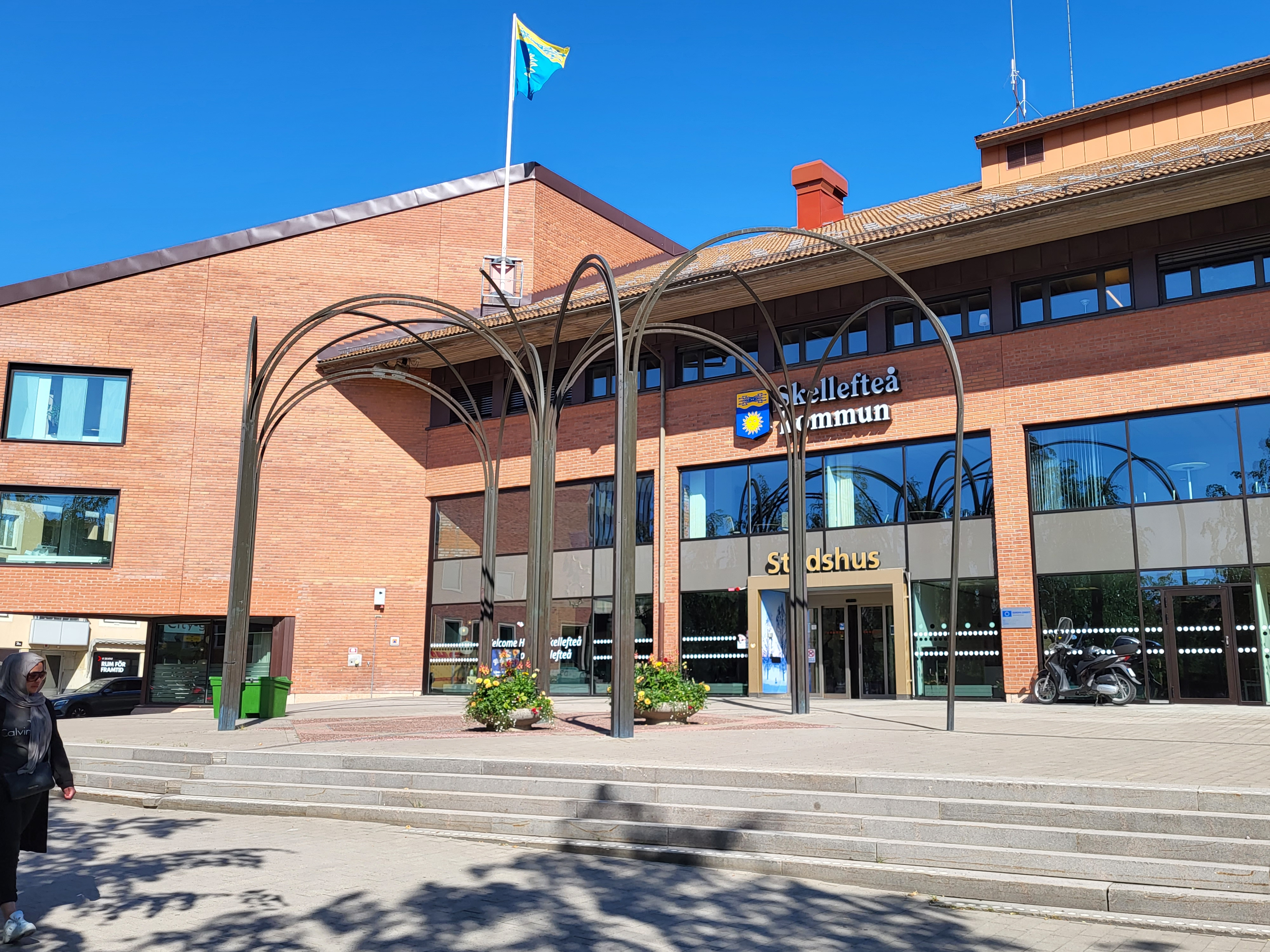
Konstverket Valvrum av Torgny Larsson utanför stadshuset, Skellefteå (2023).

Framför stadshuset Brinken står sedan 1983 Torgny Larssons konstverk Valvrum. Konstverket inköptes efter att kulturnämnden utlyst en tävling som verket vann med motiveringen "Förslaget karakteriseras av stor skala och stor enkelhet. De runda formerna spelar mot husets vilande, horisontella fasad. Den skiss till markbehandling som ingår i förslaget väckte juryns intresse". Verket består av kopparbågar och i marken en kompassros med svart och röd infärgad betong. I slutet av 1980-talet invigdes skulpturen Solkrets av konstnären Elli Hemberg. Den återfinns på Viktoriaplatsen.

### 1990-talet

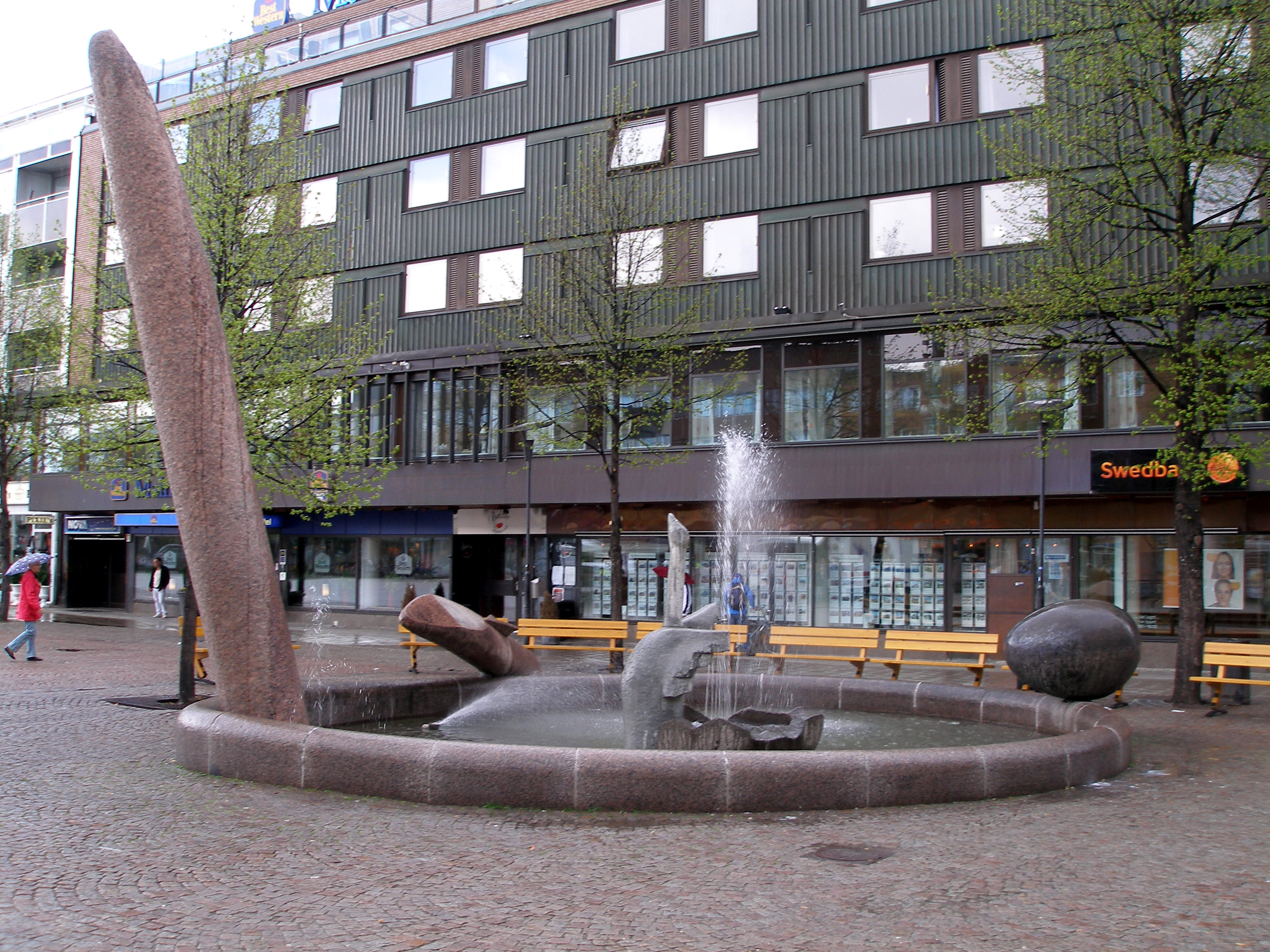
Skulpturen Lyftet på Guldtorget.

År 1995 invigdes fontänen Lyftet på Guldtorget, som består av ett ägg, en fisk, en fågel och cylinder i olikfärgad granit. Tre år senare invigdes Barbro Hedströms Requiem till Halabja på Nordanå. Den gjordes som ett minnesmärke över gasattacken i Halabja 1988 som dödade 5 000 personer och skadade mer än 9 000 personer.

### 2000-talet
Under 2000-talet gjordes flera offentliga utsmyckningar inomhus som exempelvis den motivkaklade väggen In between days (2008) av Katarina Löfström på Eddahallen. Samma år fick Marianne Lindberg De Geers skulpturgrupp Rabbit tales – a study in unhuman sexual expectations en permanent plats på Nordanå.

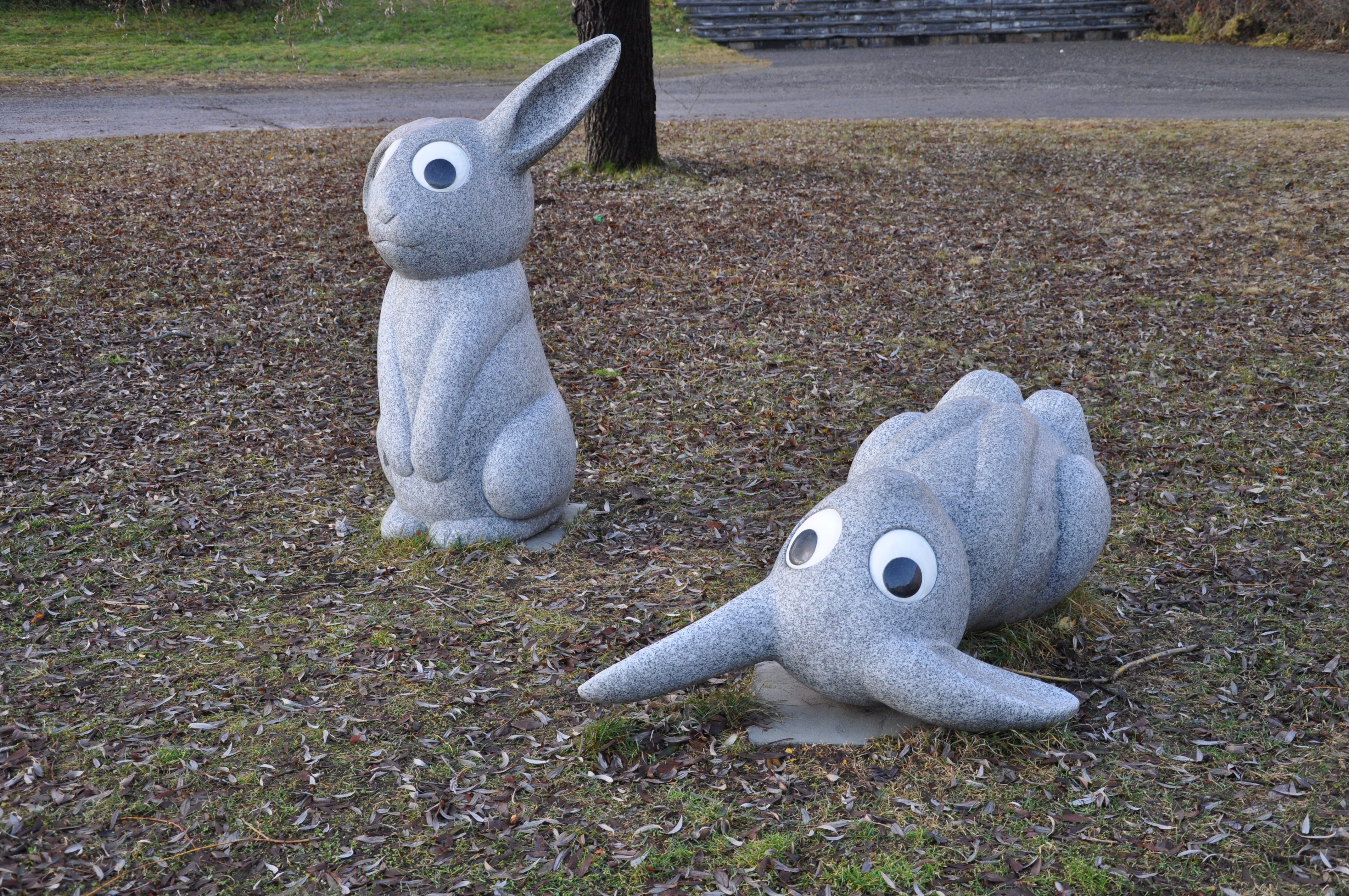
Marianne Lindberg De Geers skulpturgrupp Rabbit tales – a study in unhuman sexual expectations (2010).

Andra konstverk som gjordes för Skellefteå kommuns räkning under 2000-talet var bland annat:
- Laxsprånget (2003) Dhan Lundmark[13]
- Vi är alla stjärnor! och Lycka till! (2007) Gunilla Klingberg

### 2010-talet
År 2010 invigdes konstverket Glänta av Anna Berglund som hänger i taket inne på äldreboendet Ömheten. Även äldreboendet Höjden på Morö Backe fick en skulptur i början av 2010-talet, nämligen Blomman i granit gjord av Eva Lange 2013. Samma år tillkom bronsskulpturen En liten berättelse om en levnad av Mats Caldeborg utanför ett gruppboende vid Bonnstan.
Konstverk beställdes också till förskolor. Som  exempel kan nämnas Hubba Bubba Heaven (2011) av Frida Fjellman som finns på Morö Backe förskola, Knypplade kaniner (2017) av Tina Frausin som finns på Bureå förskola och Stina Wirséns - Växa, - väx lilla frö! (2015) på Norrbacka förskola.
Bland skolor som fick nya konstverk under 2010-talet kan nämnas Bolidens skola som 2016 utsmyckades med fotografiserien Låt aldrig någonting stå av Jesper Waldersten och Röda skolan i Boliden som året därpå fick konstverket Medan världen ännu är magisk av Knutte Wester. Wester var även skulptören bakom Gzim och den frusna sjön som 2015 placerades i stadsparken. Andra offentliga konstverk som inköptes av Skellefteå kommun under 2010-talet var:
- Helio (2017) Anna Kindgren och Carina Gunnars (även: akcg)
- Many colored objects placed side by side (2016) Jacob Dahlgren
- Messages (2018) David Svensson

Under 2016 beviljade nämnden för support och lokaler att 1 090 000 kr skulle avsättas för offentlig konst. Pengarna skulle disponeras på följande sätt:
- Morö Backe (nya högstadiet): 400 000 kr.
- Ny förskola Moröhöjden: 250 000 kr.
- Bolidenskolan (röda skolan): 200 000 kr.
- Morö Backe sporthall: 150 000 kr.
- Science Center (Exploratoriet): 90 000 kr.

### 2020-talet
Under 2021 gjordes bland annat följande konstverk för Skellefteå kommun:
- Allt är liv (2021) Klara Kristalova
- Flow (2021) Thomas Nordström och Annika Oskarsson
- Stor nog, liten nog (2021) Per Enoksson

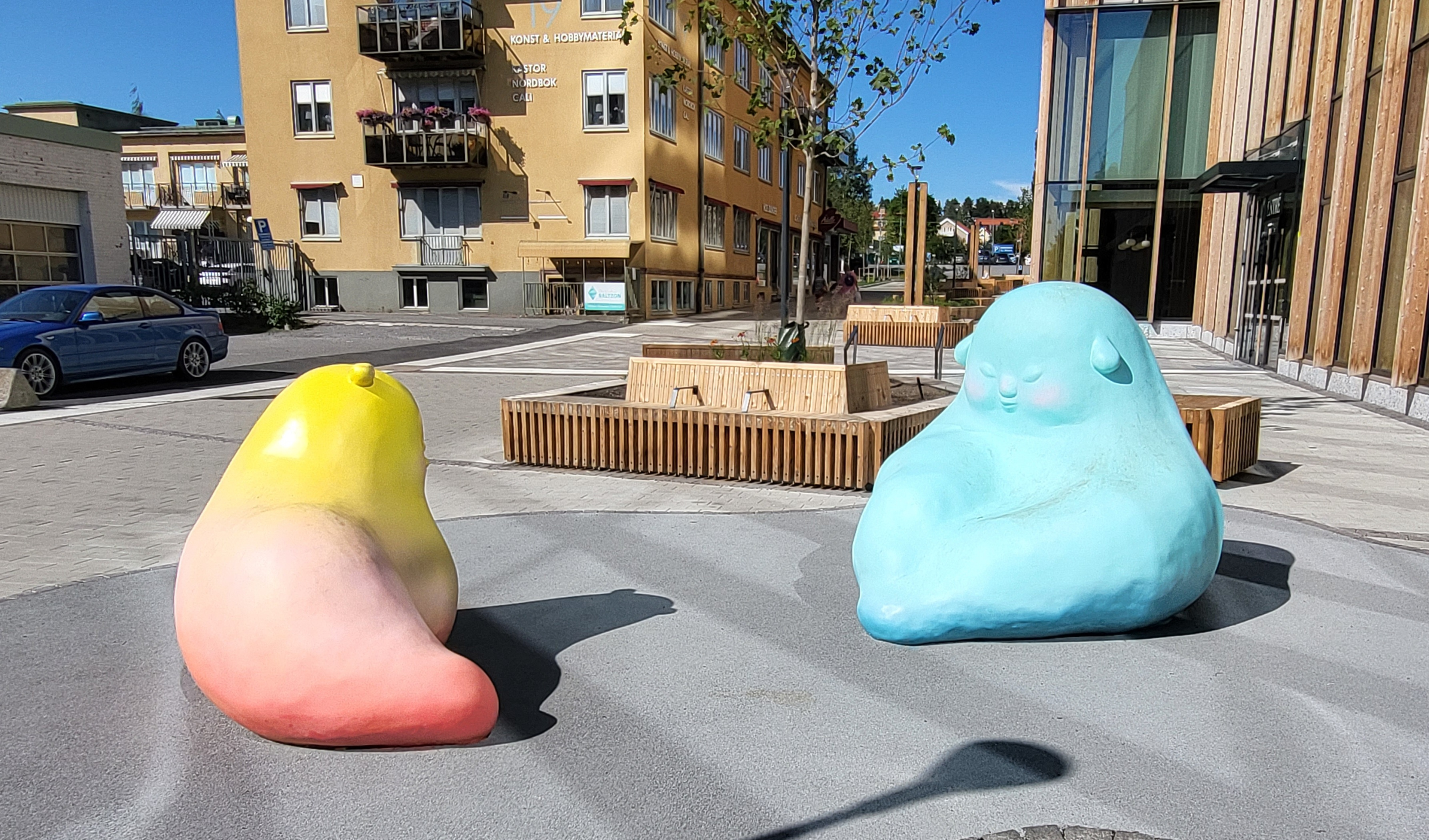
Vila och Famna utanför Sara kulturhus (2023).

Stina Wirséns och Klara Wirsén Suchowiaks skulpturer Vila & Famna som placerats utanför Sara kulturhus invigdes i juni 2023. Inför invigningen sa Klara Wirsén Suchowiak att "Det är fint att Skellefteå satsar på konst för barn. Att man höjer barnens status och ser dem som publik".